# Puerto de Mejillones
Puerto de Mejillones é uma província da Bolívia localizada no departamento de Oruro, sua capital é a cidade de La Rivera.